# 경기도평생교육진흥원
경기도평생교육진흥원(京畿道平生敎育振興院, Gyeonggi-do Provincial Institute for Lifelong Learning)은 경기도 내의 평생교육진흥의 효율적인 수행을 위하여 경기도청이 설립한 재단법인이다.
이사장은 경기도 행정1부지사로, 원장은 원장추천위원회에서 추천한 인사를 도지사가 임명한다.

## 조직
이사장
- 원장
  - 경영기획본부
  - 평생교육본부
  - 민주시민교육지원센터
  - 경기미래교육캠퍼스 파주본부
  - 경기미래교육캠퍼스 양평본부
  - 감사실
  - 송파학사